# Idą Święta (akcja charytatywna)
Idą Święta – akcja charytatywna organizowana przez Program III Polskiego Radia i Fundację Świętego Mikołaja. Celem jest wspieranie rodzinnych domów dziecka.

## Pocztówka do Świętego Mikołaja
Akcja została zapoczątkowana w 1993 roku przez Lesława Porczaka, właściciela firmy Printcard pod nazwą "Pocztówka do Świętego Mikołaja". Pierwotnie polegała na sprzedaży pocztówek, które dzieci wysyłały do siedziby Programu Trzeciego Polskiego Radia prosząc o prezenty bożonarodzeniowe. Fundusze były przekazywane towarzystwu Nasz Dom. Akcję pod tą nazwą od 2007 roku prowadzi radio RMF FM.

## Idą Święta
Od 2007 Trójka we współpracy z Fundacją Świętego Mikołaja prowadzi akcję pod nazwą Idą Święta. W jej ramach co roku prowadzone są licytację ofiarowanych przez ludzi ze świata kultury przedmiotów oraz wydawane są płyty z serii Idą Święta. Cały dochód przeznaczony jest na Fundusz Edukacyjny dla dzieci z rodzinnych domów dziecka.

## Płyty z serii Idą Święta
Dotychczas wydano pięć albumów związanych z akcją:
- Idą Święta - 2007
- Idą Święta 2 - 2008
- Idą Święta 3 - 2009
- Idą Święta 4 - 2010
- Idą Święta 5 - 2011